# Friedrich Wilhelm von Pelet
Friedrich Wilhelm Heinrich von Pelet (* 24. April 1745 auf Glaubitten (Kreis Rastenburg); † 11. Januar 1820 auf seinem Gut Goddentow) war ein preußischer Generalmajor.

## Leben

### Herkunft
Karl war Angehöriger des preußischen Adelsgeschlechts von Pelet. Er war ein Sohn des Erbherrn auf Glaubitten, Eichenau und Plaschen, Peter Wilhelm von Pelet (1707–1777) und dessen Ehefrau Anna Charlotte, geborene von Bülow (1712–1792). Anna Charlotte von Pelet war die Schwester von General Christoph Carl von Bülow und General Johann Albrecht von Bülow. Der Generalmajor Karl Gerhard von Pelet war sein Bruder.

### Militärkarriere
Pelet hatte sich zunächst am 22. April 1757 als Student in Königsberg immatrikuliert. Er ging aber dann zur Preußischen Armee, wo er am 1. März 1762 als Fahnenjunker im Dragonerregiment „von Bayreuth“ angestellt wurde. Der Siebenjährige Krieg war fast beendet, er kämpfte aber noch bei den Gefechten bei Ratiborgitz in Böhmen, der Einnahme von Jägerndorf und der Belagerung von Schweidnitz. In der Zeit wurde er am 3. Juni 1762 Fähnrich.
Am 28. Mai 1763 wurde Pelet Sekondeleutnant und am 26. September 1766 Generaladjutant bei General von Bülow. Am 1. Mai 1771 schied er aus dem Regiment aus, blieb aber Adjutant. Am 11. Juni 1773 wurde er Stabshauptmann und Inspektionsadjutant. Als solcher nahm er auch am Bayerischen Erbfolgekrieg teil. Am 30. Januar 1783 wurde er zum Hauptmann und Eskadronchef des Regiments ernannt. Er stieg weiter auf und wurde am 3. Juni 1785 Major und am 4. Juni 1792 Oberstleutnant sowie Kommandeur des Regiments. Während des Ersten Koalitionskrieges kämpfte er bei der Kanonade von Valmy, in der Schlacht bei Kaiserslautern sowie den Gefechten bei Frankenthal, Hochheim, Türkheim und den Belagerungen von Verdun und Landau. Dafür erhielt er am 23. Oktober 1792 im Lager von Aubange den Orden Pour le Mérite. Am 1. April 1793 erhielt er eine Gratifikation von 1200 Talern, da sein Regiment drei Kanonen und zwei Fahnen erbeutet hatte.
Am 19. Januar 1794 wurde er zum Oberst befördert und am 20. Mai 1800 auch zum Generalmajor mit Patent vom 28. Mai 1801. Am 11. Mai 1803 wurde er zum 2. Chef des Dragonerregiments „von Pfalz-Zweibrücken“ ernannt. Im Vierten Koalitionskrieg wurde er Führer der Kavallerie im Korps Weimars. Er geriet nach dem Gefecht bei Lüneburg in Kriegsgefangenschaft, am 10. August 1807 wurde er dann auf Halbsold gesetzt. Am 15. Januar 1812 erhielt er die Mitteilung, dass eine Pension nicht gewährt werden könne. Er starb verarmt am 11. Januar 1820 auf seinen Gut Goddentow.

### Familie
Er war mehrmals verheiratet. Seine erste Frau wurde 1783 Friederike Wilhelmine Henriette von Wedel (* 26. September 1764; † 26. Mai 1831) aus dem Haus Malchow. Die Ehe wurde am 30. November 1797 geschieden. Das Paar hatte mehrere Kinder:
- Charlotte Karoline Luise Christiane Wilhelmine (* 22. Oktober 1785)
- Friederike Wilhelmine Johanna (* 11. Juli 1788; † 4. Februar 1874)[2] ⚭ Friedrich von Somnitz (* 16. Oktober 1784; † 7. März 1840), Herr auf Charbrow, Speck, etc.[3]

Am 5. Januar 1798 heiratete Pelet in Pasewalk Karoline Philippine Auguste von Wedel (* 5. Januar 1774; † 5. Juni 1840), die Schwester seiner ersten Frau. Das Paar hatte folgende Kinder:
- Wilhelmine Albertine Auguste Karoline (* 13. Juli 1796)
- Karoline Auguste Henriette Ida Johanna Luise (* 2. September 1799)
- Johann Auguste Ottilie (* 28. Oktober 1802) ⚭ Franz Gottlieb von Schachtmeyer  (1784–1866), Oberstleutnant a. D., Eltern von Generalmajor Konstantin von Schachtmeyer
- Luise Friederike Wilhelmine (* 6. Februar 1806)
- Kurt Ferdinand Friedrich (* 16. März 1812)
- Karoline (* 4. November ????) ⚭ 1827 Wilhelm Ernst von Orlik (* 1802)[4], Oberst a. D.[5]